# Palaus reials d'Abomey
Els palaus reials d'Abomey a Benín, són 12 palaus de terra escampats en una superfície de 40 ha, al cor de la ciutat d'Abomey, antiga capital del Regne de Dahomey. Estan inscrits a la llista del Patrimoni de la Humanitat de la UNESCO des del 1985. Van ser construïts pel poble fon per als seus monarques des de mitjan segle xvii fins a finals del XIX. Dotze reis consecutius van construir els seus palaus en aquesta zona de la ciutat dins del mateix recinte. Només un d'ells, el Rei Akaba ho va fer fora.